# فيليب راشتون
جون فيليب راشتون (3 ديسمبر 1943-2 أكتوبر 2012) كان عالمًا نفسيًا ومؤلفًا كنديًا. عمل استاذا في جامعة ويسترن أونتاريو وأصبح معروفا للجمهور خلال الثمانينيات والتسعينيات للأبحاث حول العرق والذكاء، العرق والجريمة، وغيرها المزعومة العنصرية الارتباطات.
تعرض عمل راشتون لانتقادات شديدة من قبل المجتمع العلمي بسبب الجودة المشكوك فيها لأبحاثه،  حيث جادل العديد من الأكاديميين بأنه تم إجراؤه في إطار أجندة عنصرية. من عام 2002 حتى وفاته، شغل منصب رئيس صندوق بايونير، وهي منظمة تأسست عام 1937 لتعزيز تحسين النسل والتي دعمت في سنواتها الأولى الأيديولوجية النازية، على سبيل المثال، من خلال تمويل التوزيع في كنائس الولايات المتحدة ومدارس فيلم دعائي نازي عن علم تحسين النسل.
شغل منصب رئيس صندوق الرائد غير الربحي Pioneer Fund لدراسة الوراثة والاختلافات البشرية من عام 2002 حتى وفاته، وهي منظمة تأسست عام 1937 لتعزيز تحسين النسل والتي دعمت في سنواتها الأولى أيديولوجية النازية، على سبيل المثال، من خلال تمويل توزيع فيلم دعائي نازي عن علم تحسين النسل في كنائس الولايات المتحدة ومدارسها. تم وصف Pioneer Fund على أنها منظمة متعصبة للبيض وتم تصنيفها على أنها مجموعة كراهية من قبل مركز قانون الفقر الجنوبي.
كان راشتون زميلًا في الجمعية الكندية لعلم النفس  وزميلًا لمرة واحدة في مؤسسة جون سيمون غوغنهايم التذكارية. في عام 2020، أصدر قسم علم النفس بجامعة ويسترن أونتاريو بيانًا يفيد بأن «الكثير من أبحاثه كانت عنصرية» وأن عمله «معيب بشدة من وجهة نظر علمية».